# Michael Cartellone
Michael Cartellone (7 de junio de 1962 en Ohio, Estados Unidos), es un baterista de hard rock, actualmente miembro de la agrupación Lynyrd Skynyrd.

## Biografía
Cartellone fue el baterista del supergrupo Damn Yankees (1989–1996, 1998-2001) , en el que compartió escenario junto a reconocidos músicos como Ted Nugent, Tommy Shaw y Jack Blades. También tuvo una breve participación en la agrupación alemana Accept (1996). Apareció en el álbum Will Rap Over Hard Rock for Food del cantante Chuck Mosley (Faith No More) en el 2009. También ha trabajado con Eddie Jobson, Tommy Shaw, John Fogerty, Peter Frampton, John Wetton, Freddie Mercury, Cher, Adrian Belew, Brad Gillis, Shaw Blades, Steve Fister, Wolf Hoffmann, Tim Kirker, Jack Blades y Joe Lynn Turner.
También se dedica a la pintura, y es fanático de Charlie Chaplin y de los Cleveland Indians. 